# Microepicausta albopilosa
Microepicausta albopilosa är en tvåvingeart som först beskrevs av de Meijere 1915.  Microepicausta albopilosa ingår i släktet Microepicausta och familjen bredmunsflugor. Inga underarter finns listade i Catalogue of Life.